# Plantago argentea
Plantain argenté
Espèce
Plantago argentea, le Plantain argenté, est une espèce de plantes à fleurs herbacée de la famille des Plantaginaceae, originaire des pays bordant les côtes Nord de la Méditerranée.

## Habitat et répartition

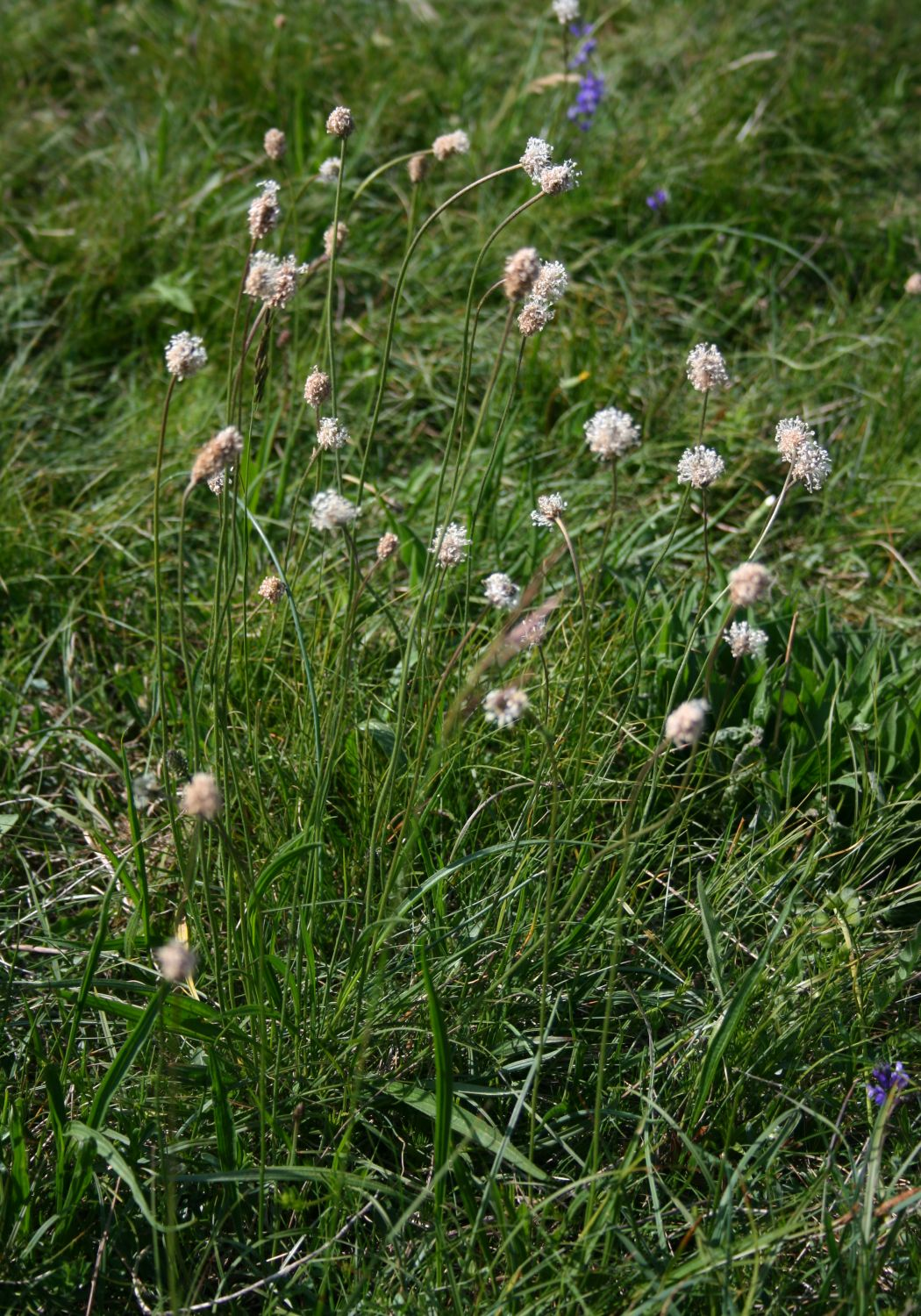
Plantain argenté dans un pré.

L'espèce est présente dans les pays bordant le Nord de la Méditerranée : Albanie, Bulgarie, France métropolitaine, Grèce, Hongrie, Italie, Roumanie, Espagne, Turquie, pays de l'ex-Yougoslavie. Elle pousse dans les lieux secs et rocailleux des montagnes calcaires, jusqu'à 1 800 m d'altitude. C'est une espèce caractéristique des steppes méditerranéo-montagnardes.

## Description

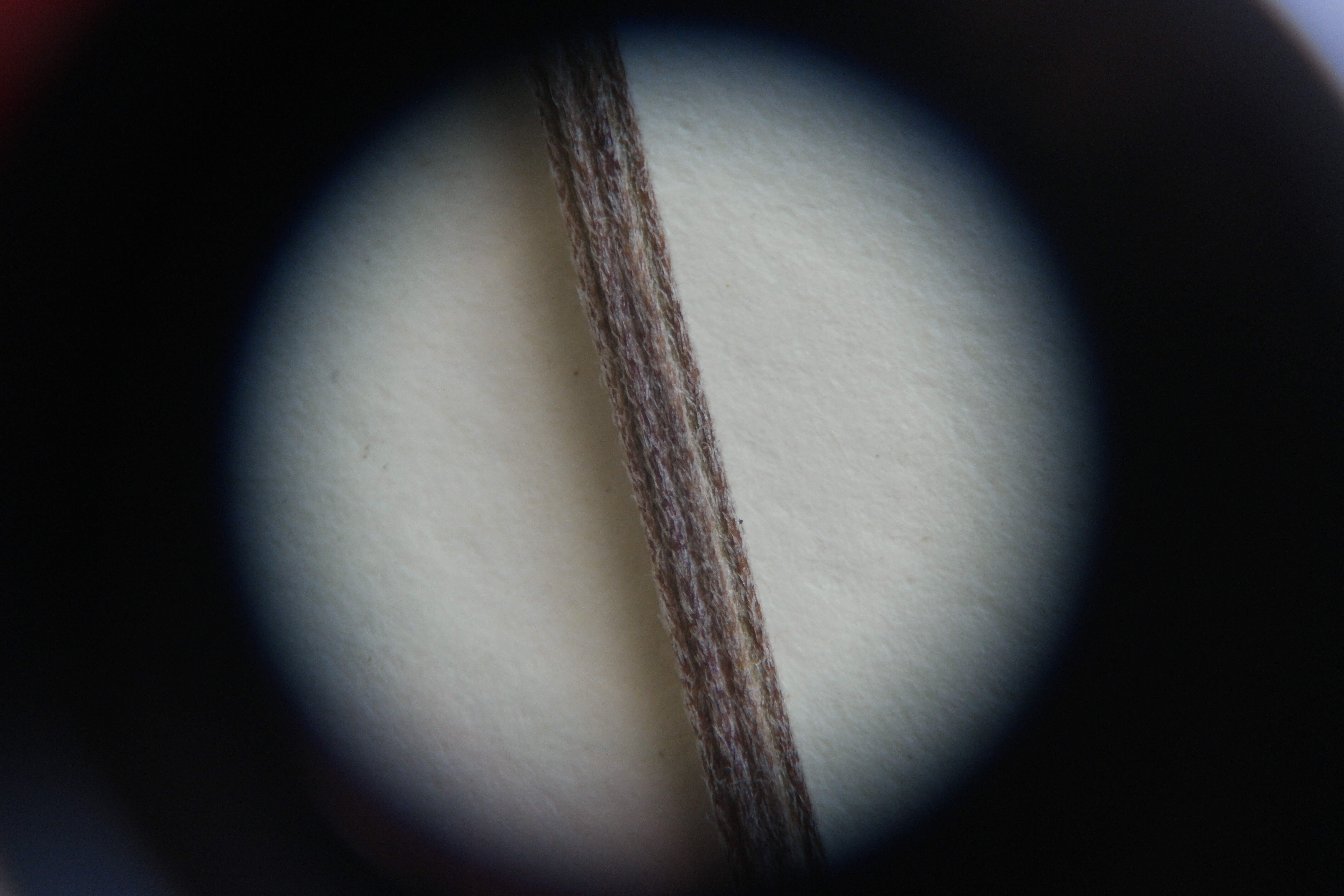
Grossissement sur la hampe florale.

C'est une plante vivace herbacée de 20 à 50 cm de hauteur, velue-soyeuse, noircissant, à souche courte oblique et tronquée. Elle porte des hampes florales raides, dressées, légèrement striées, à poils blancs appliqués, dépassant beaucoup les feuilles. Ces dernières sont argentées-soyeuses sur les deux faces, longuement lancéolées acuminées, atténuées en long pétiole, portant trois à cinq nervures fortes.
L'inflorescence est un épi ovale ou subglobuleux, glabre. Les bractées sont ovales, longuement acuminées, brunâtres. Les fleurs ont les sépales latéraux carénés, glabres, la corolle blanchâtre, glabre aussi, à lobes lancéolés-aigus, les anthères très blanches. La plante fleurit entre mai et août. Le fruit est une capsule contenant deux graines oblongues, canaliculées.

## Composants chimiques
De l'aucubine et du catalpol (composés utilisés en phytothérapie) ont été extraits de la plante, présents également chez Plantago altissima, Plantago lanceolata et Plantago atrata.

## Systématique

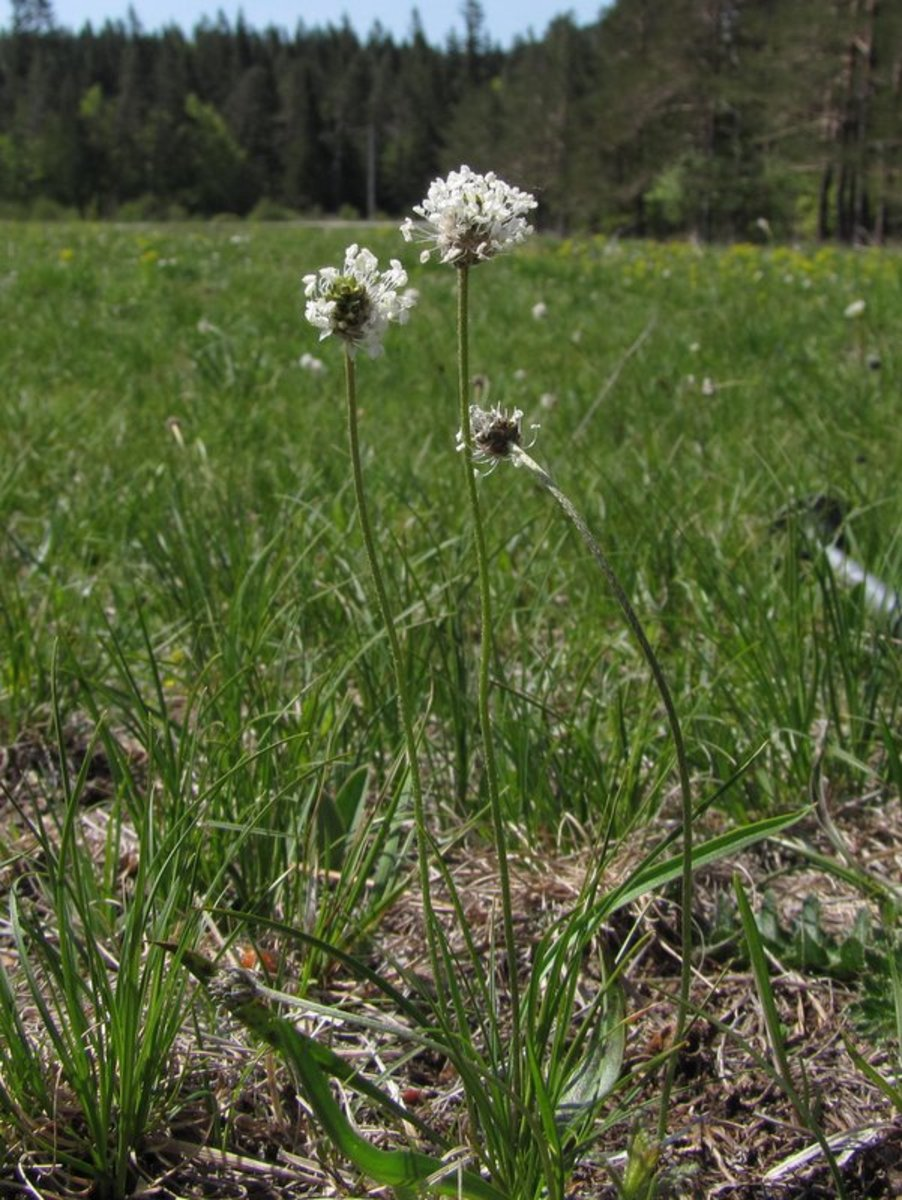
Plantago argentea subsp. liburnica, aspect général.

L'espèce a été formellement décrite sous son nom correct Plantago argentea par le botaniste français Dominique Chaix en 1786, dans l'Histoire des Plantes de Dauphiné de son mentor et ami Dominique Villars. La plante porte en français le nom vulgaire « Plantain argenté »,,. Deux sous-espèces lui sont reconnues :
Selon Plants of the World online (POWO) (15 juillet 2023) :
- Plantago argentea subsp. argentea

synonymes :
- - Plantago capitata C.Presl in Prodr. Fl. Sicul.: 64 (1819), nom. illeg.
  - Plantago gerardii Pourr. in Mém. Acad. Sci. Toulouse 3: 324 (1788)
  - Plantago lanata Raddi in Antologia (Florence) 5: 11 (1821), nom. illeg.
  - Plantago lubenensis Formánek in Verh. Naturf. Vereins Brünn 38: 214 (1899)
  - Plantago pilosa Kit. ex Spreng. in Syst. Veg., ed. 16. 1: 435 (1824), non validement publié
  - Plantago raddiana Schult. & Schult.f. in Mant. 3: 78 (1827)
  - Plantago rubens Host in Fl. Austriaca 1: 211 (1827)
  - Plantago sericea Waldst. & Kit. in Descr. Icon. Pl. Hung. 2: 163 (1804), nom. illeg.
  - Plantago serpentinicola Rech.f. & Goulimy in Anz. Österr. Akad. Wiss., Math.-Naturwiss. Kl. 94: 22 (1957)
  - Plantago victorialis Poir. in J.B.A.M.de Lamarck, Encycl., Suppl. 5: 377 (1817)
  - Plantago victorialis var. bithynica K.Koch in Linnaea 21: 713 (1848)
- Plantago argentea subsp. liburnica Ravnik, 1988 (Italie et Nord-Ouest des Balkans)

## Homonymes
Plusieurs espèces différentes ont reçu d'auteurs différents le même nom binomial de Plantago argentea. Le seul nom correct étant Plantago argentea Chaix, et les homonymes n'étant pas autorisés dans un même règne par le CINB, les noms suivants sont des synonymes :
- Plantago argentea Sieber ex Rapin synonyme de Plantago cylindrica Forssk.
- Plantago argentea Desf. synonyme de Plantago ovata Forssk.
- Plantago argentea Webb synonyme de Plantago nivalis Boiss.
- Plantago argentea Brot. synonyme de Plantago lanceolata L.
- Plantago argentea Lam. synonyme de Plantago monosperma subsp. monosperma
- Plantago argentea Ten. synonyme de Plantago albicans L.